# Let’s Stay Together
Let’s Stay Together ist ein 1971 veröffentlichtes Lied von Al Green zu einer Melodie von Al Jackson, Jr. und Willie Mitchell. Die Aufnahme entstand für Greens Album Let’s Stay Together, das 1972 auf den Markt kam. Produziert wurde der Song von Willie Mitchell und Al Green und unter dem Label Hi Records veröffentlicht.

## Entstehungsgeschichte
Nachdem Mitchell Green einen Grobentwurf der Melodie vorgespielt hatte, die er mit dem Schlagzeuger Al Jackson ausgearbeitet hatte, schrieb Green den Text des Liedes in nur fünf Minuten. Mitchell gelang es erst nach zwei Tagen Green davon zu überzeugen, den Song überhaupt aufzunehmen. Die Aufnahme erfolgte an einem Freitagabend, wurde am darauf folgenden Montag auf Vinyl gepresst und stieg bereits am Donnerstag auf Platz acht der Charts ein.

## Kommerzieller Erfolg

### Chartplatzierungen
Der Song wurde ein Nummer-eins-Hit in den Billboard Hot 100 und ist bis heute Greens einziger Nummer-1-Hit in den USA. Der Song wurde vom Musikmagazin Rolling Stone auf Platz 60 der „500 Besten Songs aller Zeiten“ gelistet. 1999 wurde der Song in die Grammy Hall of Fame aufgenommen.
| ChartsChartplatzierungen       | Höchstplatzierung | Wochen |
| ------------------------------ | ----------------- | ------ |
| Vereinigte Staaten (Billboard) | 1 (16 Wo.)        | 16     |
| Vereinigtes Königreich (OCC)   | 7 (12 Wo.)        | 12     |

| ChartsJahrescharts (1972)      | Platzierung |
| ------------------------------ | ----------- |
| Vereinigte Staaten (Billboard) | 11          |

### Auszeichnungen für Musikverkäufe
| Land/Region                  | Auszeichnungen für Musikverkäufe (Land/Region, Auszeichnung, Verkäufe) | Verkäufe  |
| ---------------------------- | ---------------------------------------------------------------------- | --------- |
| Dänemark (IFPI)              | Gold                                                                   | 45.000    |
| Italien (FIMI)               | Gold                                                                   | 25.000    |
| Neuseeland (RMNZ)            | 3× Platin                                                              | 90.000    |
| Spanien (Promusicae)         | Platin                                                                 | 60.000    |
| Vereinigte Staaten (RIAA)    | Platin                                                                 | 1.000.000 |
| Vereinigtes Königreich (BPI) | 2× Platin                                                              | 1.200.000 |
| Insgesamt                    | 2× Gold · 7× Platin ·                                                  | 2.420.000 |

## Coverversionen
Es existieren diverse Coverversionen des Songs. Die bekannteste stammt von Tina Turner aus ihrem 1984er Album Private Dancer und wurde im November 1983 als Single veröffentlicht. Weitere Versionen stammen von Donny Osmond, Michael Bolton, Roberta Flack, Jimmy Smith, Michelle Williams, Boyz II Men, Big Mountain, Robin Thicke, Lemar, Shirley Bassey, Guy Sebastian, Brian Kennedy, Jochen Distelmeyer, Soularia, Jeff Cascaro, Al Jarreau und Margie Joseph.

## Trivia
Das Lied wurde auch in Quentin Tarantinos Film Pulp Fiction verwendet.